# Nacionalni park Gambela
Nacionalni park Gambela još uvijek čeka odluku etiopske vlade iz Adis Abebe o svom konačnom statusu, koja se oteže od 2002. Park se nalazi u Regiji Gambela, na površini od 5061 km² što predstavlja 19.6% površine. Unutar parka ima plantaža pamuka i izbjegličkih logora.
Veći dio parka prostire se po ravnici, iako ima brdovitih dijelova s bjelogoričnom šumom i savanom, na višim stjenovitim dijelovima česti su visoki termitnjaci. Oko 66% površine parka je makija, 15% pokrivaju šume, a 17% su oranice. Unutar parka ima puno površina vlažnih travnjaka i močvara, gdje lokalne vrsti trava rastu i po 3 metra u visinu.
Nacionalni park Gambela osnovan je prvenstveno za zaštitu dvije vrsti ugroženih močvarnih antilopa: Kob i Nilske lečve. U parku pored njih žive i slonovi, afrički bivoli, lavovi, konjske antilope, topi antilope, jelenske antilope, maslinasti pavijani i gvereza majmuni. Pored toga u park je stanište brojnih ptica koje imaju stanište samo u ovom području, između ostalih to su krupnokljune rode, rajske udovice, crvene i zelene pčelarke.

## Vanjske poveznice
- Gambela National Park, s portala Selamta.net